# Horatio Fitch
Horatio May Fitch (né le 16 décembre 1900 à Chicago et décédé le 4 mai 1985 à Estes Park) est un athlète américain spécialiste du 400 mètres. Affilié à la Chicago Athletic Association, il mesurait 1,75 m pour 68 kg.

## Biographie

### Palmarès

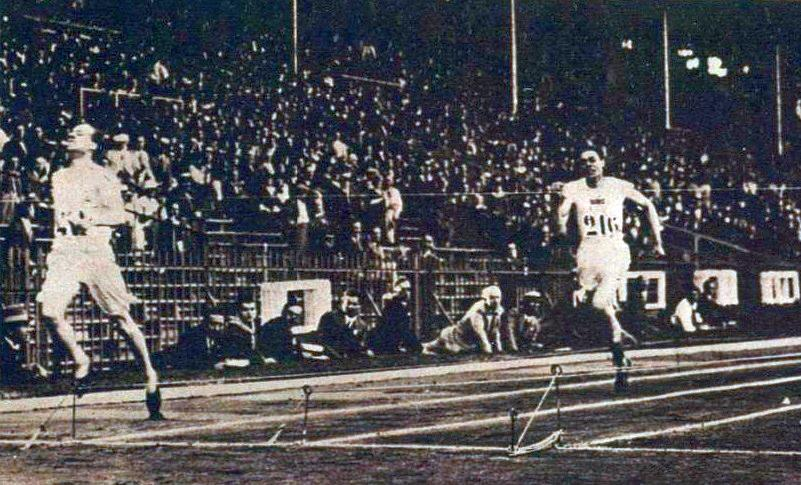
Finale du 400 mètres aux JO de 1924, Eric Liddell l'emporte devant Horatio Fitch.

| Date | Compétition           | Lieu  | Résultat | Performance |
| ---- | --------------------- | ----- | -------- | ----------- |
| 1924 | Jeux olympiques d'été | Paris | 2e       | 48 s 4      |

### Records
| Épreuve    | Performance | Lieu | Date |
| ---------- | ----------- | ---- | ---- |
| 400 mètres | 47 s 8      |      | 1924 |